# N-metil-2-oksoglutaramatna hidrolaza
-metil-2-oksoglutaramatna hidrolaza (EC 3.5.1.36, 5-hidroksi-N-metilpiroglutamatna sintaza) je enzim sa sistematskim imenom N-metil-2-oksoglutaramat metilamidohidrolaza. Ovaj enzim katalizuje sledeću hemijsku reakciju
-metil-2-oksoglutaramat + H2O {\displaystyle \rightleftharpoons } 2-oksoglutarat + metilamin
U reverznoj reakciji se produkt ciklizuje neenzimitski do 2-hidroksi-N-metil-5-oksoprolina.

## Literatura
- Nicholas C. Price; Lewis Stevens (1999). Fundamentals of Enzymology: The Cell and Molecular Biology of Catalytic Proteins (Third изд.). USA: Oxford University Press. ISBN 019850229X.
- Eric J. Toone (2006). Advances in Enzymology and Related Areas of Molecular Biology, Protein Evolution (Volume 75 изд.). Wiley-Interscience. ISBN 0471205036.
- Branden C; Tooze J. Introduction to Protein Structure. New York, NY: Garland Publishing. ISBN 0-8153-2305-0.
- Irwin H. Segel. Enzyme Kinetics: Behavior and Analysis of Rapid Equilibrium and Steady-State Enzyme Systems (Book 44 изд.). Wiley Classics Library. ISBN 0471303097.

## Spoljašnje veze
- N-methyl-2-oxoglutaramate+hydrolase на 